# Liste der Baudenkmale in Weste (Niedersachsen)
In der Liste der Baudenkmale in Weste sind alle Baudenkmale der niedersächsischen Gemeinde Weste aufgelistet.  Die Quelle der IDs und der Beschreibungen ist der Denkmalatlas Niedersachsen. Der Stand der Liste ist der 14. November 2021.

## Allgemein
In den Spalten befinden sich folgende Informationen:
- Lage: die Adresse des Baudenkmales und die geographischen Koordinaten. Kartenansicht, um Koordinaten zu setzen. In der Kartenansicht sind Baudenkmale ohne Koordinaten mit einem roten Marker dargestellt und können in der Karte gesetzt werden. Baudenkmale ohne Bild sind mit einem blauen Marker gekennzeichnet, Baudenkmale mit Bild mit einem grünen Marker.
- Bezeichnung: Bezeichnung des Baudenkmales
- Beschreibung: die Beschreibung des Baudenkmales. Unter § 3 Abs. 2 NDSchG werden Einzeldenkmale und unter § 3 Abs. 3 NDSchG Gruppen baulicher Anlagen und deren Bestandteile ausgewiesen.
- ID: die Objekt-ID des Baudenkmales
- Bild: ein Bild des Baudenkmales, ggf. zusätzlich mit einem Link zu weiteren Fotos des Baudenkmals im Medienarchiv Wikimedia Commons. Wenn man auf das Kamerasymbol klickt, können Fotos zu Baudenkmalen aus dieser Liste hochgeladen werden:

## Weste

### Gruppe baulicher Anlagen in Weste
| Lage                             | Bezeichnung | Beschreibung | ID       | Bild |
| -------------------------------- | ----------- | --- | -------- | ---- |
| Nr. 1 53° 3′ 37″ N, 10° 42′ 5″ O | Hofanlage   | Der Hof mit Feldsteinpflasterung und Baumbestand liegt etwas abseits von der Straße. Das Wohnhaus wurde 1883 errichtet. Es ist ein zweigeschossiger Ziegelbau mit einem Sockel aus Granit. An dem Wohnhaus schließt sich ein Wirtschaftsteil an. Auf dem Gelände befindet sich eine Fachwerkscheune aus der Mitte des 19. Jahrhunderts. | 31080363 | BW   |

### Einzeldenkmal in Weste
| Lage                                                     | Bezeichnung               | Beschreibung | ID       | Bild |
| -------------------------------------------------------- | ------------------------- | --- | -------- | ---- |
| Nr. 1 53° 3′ 37″ N, 10° 42′ 6″ O                         | Wohn-/ Wirtschaftsgebäude | Zweigeschossiger Sichtbacksteinbau auf hohem Kellersockel in Naturstein, hammerkopfartig östlich vor den Wirtschaftsteil gesetzt. Auf der Ostseite zwei seitliche Risalite unter Satteldächern, Freitreppe. Große Dachüberstände, giebelseitig mit Freigespärren und geschnitzter Ortgangzier. Wirtschaftsteil langgestreckter Sichtbacksteinbau mit Drempel in Fachwerk, unter Satteldach in Ziegelpfannendeckung. 1893.                                     | 31100833 | BW   |
| Nr. 1 53° 3′ 38″ N, 10° 42′ 2″ O                         | Scheune                   | Fachwerkbau mit Backsteinausfachung auf Feldsteinsockel unter Halbwalmdach in Ziegelpfannendeckung mit außermittiger Längsdurchfahrt. Inschriften an den Hauptbalken beider Giebelseiten. | 31100865 | BW   |
| Nr. 13 53° 3′ 33″ N, 10° 42′ 21″ O                       | Wohn-/ Wirtschaftsgebäude | Freistehender Vierständer-Fachwerkbau mit Vorschauer unter Halbwalmdach in Ziegelpfannendeckung. Wirtschaftsgiebel mit Vorschauer. Inschriftliche Datierung „...gerichtet D 12ten Mai 1877“. Wohnteil um 1893 verlängert und aufgestockt als großer zweistöckiger Anbau mit aufgeschlepptem Dach und Zwerchgiebel sowie hölzernem Verandavorbau. | 31100689 | BW   |
| Nr. 13a 53° 3′ 33″ N, 10° 42′ 17″ O                      | Wohn-/ Wirtschaftsgebäude | Vierständerfachwerkbau mit Backsteinausfachung auf Feldsteinsockel unter Halbwalmdach. Vorschauer am Wirtschaftsgiebel. Giebelseiten mit Schmuckfachwerk, enge Ständerreihung mit Kopf- und Fußbändern. Ausfachungen teilweise im diagonalen Zierverband, teilweise erneuert. Wohnteil auf erhöhtem Kellersockel. 1777(i). Durchgreifende Umbaumaßnahme mit Dachumdeckung von Reet/Stroh in Faserzementrauten und Verlängerung des Wirtschaftsteils. 1926(i). | 31100707 | BW   |
| An der westlichen Dorfstraße 53° 3′ 36″ N, 10° 42′ 11″ O | Glockenturm               | Der Glockenturm wurde 1841 in Fachwerkbauweise errichtet und 1951 aufgestockt. Die zugehörige Kapelle stürzte 1769 ein und wurde 1987 durch die Kapelle zu Weste ersetzt. | 31100633 |      |

## Höver

### Einzeldenkmal in Höver
| Lage                                           | Bezeichnung                      | Beschreibung                                        | ID                              | Bild           |
| ---------------------------------------------- | -------------------------------- | --------------------------------------------------- | ------------------------------- | -------------- |
| Nördlicher Ortsrand 53° 3′ 44″ N, 10° 40′ 2″ O | Kapelle, Kirchhof mit Stützmauer | Die neugotische Kapelle zu Höver wurde 1904 erbaut. | 31100537/1/-/ 31100520 31100537 | Weitere Bilder |

## Oetzendorf

### Gruppe baulicher Anlagen in Oetzendorf
| Lage                                     | Bezeichnung | Beschreibung | ID       | Bild |
| ---------------------------------------- | ----------- | --- | -------- | ---- |
| Oetzendorf 6 53° 2′ 29″ N, 10° 38′ 53″ O | Hofanlage   | Hofanlage auf sektorförmigem Grundriss der ehemaligen Rundlingsstruktur des Dorfes, südlich des Dorfplatzes, mit traditioneller Ausrichtung des Haupthauses zum Dorfplatz. Mit Feldsteinen gepflasterte ursprüngliche Durchfahrt zur jüngeren Ringstraße im Süden im südlichen Teil vor der dortigen, zur Straße ausgerichtete Scheune unterbrochen. Obstgarten südlich des Haupthauses und alter Eichen- und Birkenbestand entlang der Hofdurchfahrt sowie an der nördlichen und südlichen Grundstücksgrenze. Einfriedung durch Backsteinmauer an der westlichen Grundstücksgrenze. | 31080374 | BW   |

### Einzeldenkmal in Oetzendorf
| Lage                                     | Bezeichnung               | Beschreibung | ID       | Bild |
| ---------------------------------------- | ------------------------- | --- | -------- | ---- |
| Oetzendorf 6 53° 2′ 30″ N, 10° 38′ 52″ O | Wohn-/ Wirtschaftsgebäude | Giebelständiger Sichtbacksteinbau unter Halbwalmdach in Pfannendeckung, mit dem Wirtschaftsgiebel im Norden zum Dorfplatz des ehemaligen Rundlings ausgerichtet. Verandaartiger Vorbau mit Rundbogenfenstern und darüberliegender Terrasse am Wohngiebel. Zwerchgiebel mit Ladeluke in der östlichen Dachfläche im Wirtschaftsteil. | 31100817 | BW   |
| Oetzendorf 6 53° 2′ 28″ N, 10° 38′ 55″ O | Scheune                   | Langgestreckter Fachwerkbau mit Backsteinausfachung unter Halbwalmdach. Außermittige Längsdurchfahrt. Umgenutzt zu Wohnzwecken. | 31100849 | BW   |

## Testorf

### Einzeldenkmal in Testorf
| Lage                                 | Bezeichnung | Beschreibung | ID       | Bild |
| ------------------------------------ | ----------- | ------------ | -------- | ---- |
| Dorfplatz 53° 2′ 46″ N, 10° 43′ 7″ O | Glockenturm |              | 31100612 | BW   |

## Ehemalige Baudenkmale
| Lage                                         | Bezeichnung               | Beschreibung | ID | Bild |
| -------------------------------------------- | ------------------------- | ------------ | -- | --- |
| Oetzendorf Nr. 8 53° 2′ 32″ N, 10° 38′ 57″ O | Wohn-/ Wirtschaftsgebäude |              |    | [[Vorlage:Bilderwunsch/code!/C:53.042132,10.649197!/D:Oetzendorf Nr. 8, Wohn-/ Wirtschaftsgebäude!/\|BW]] |
| Schlagte Nr. 3 53° 3′ 5″ N, 10° 44′ 30″ O    | Hofschafstall             |              |    | [[Vorlage:Bilderwunsch/code!/C:53.051298,10.741532!/D:Schlagte Nr. 3, Hofschafstall!/\|BW]]               |
| Weste Nr. 2 53° 3′ 35″ N, 10° 42′ 15″ O      | Wohn-/ Wirtschaftsgebäude |              |    | [[Vorlage:Bilderwunsch/code!/C:53.059685,10.704087!/D:Weste Nr. 2, Wohn-/ Wirtschaftsgebäude!/\|BW]]      |
| Weste Nr. 15a 53° 3′ 34″ N, 10° 42′ 24″ O    | Wohn-/ Wirtschaftsgebäude |              |    | [[Vorlage:Bilderwunsch/code!/C:53.059504,10.706716!/D:Weste Nr. 15a, Wohn-/ Wirtschaftsgebäude!/\|BW]]    |
| Weste Nr. 18 53° 3′ 35″ N, 10° 42′ 20″ O     | Wohn-/ Wirtschaftsgebäude |              |    | [[Vorlage:Bilderwunsch/code!/C:53.05975,10.705556!/D:Weste Nr. 18, Wohn-/ Wirtschaftsgebäude!/\|BW]]      |